# U Pana Boga w Królowym Moście (serial telewizyjny)
U Pana Boga w Królowym Moście – polski, zapowiadany serial komediowy z 2024 r. w reżyserii Jacka Bromskiego, rozszerzający wątki z kinowej produkcji, która weszła na ekrany 25 października 2024. Zarówno w filmie, jak i jego serialowej wersji, po raz ostatni na ekranie zobaczyć można Emiliana Kamińskiego.

## Obsada

### Główne role
- Krzysztof Dzierma – proboszcz
- Andrzej Zaborski – Henryk, komisarz policji

### Pozostałe role
- Wojciech Solarz – Marian Cielęcki
- Emilian Kamiński – Jerzy Bocian
- Małgorzata Sadowska – Halinka Struzikowa
- Agata Kryska-Ziętek – Luśka, córka komisarza
- Aleksandra Grabowska – archeolożka Marta Lipowska